# Kibologi
Kibologi är en Usenet-baserad satir på religion. Det är delvis en parodi på Scientologi. Den utspelar sig huvudsakligen på nyhetsgruppen alt.religion.kibology. Centralfiguren i kibologi är Kibo. De som praktiserar kibologi kallas på engelska "kibologists" alternativt "kibozos".
James "Kibo" Parry startade kibologi tillsammans med sina kompisar runt 1989 inspirerad av Mark Jason Dominus. När Usenet var relativt nytt utspelade kibologin sig huvudsakligen på nyhetsgruppen talk.bizarre samt alt.slack, tills man startade nyhetsgruppen alt.religion.kibology i slutet av 1991. 